# Giro del Valdarno
Le Giro del Valdarno est une course cycliste italienne disputée au mois de septembre autour de la commune de Figline Valdarno, en Toscane. Créé en 1976, il fait partie du calendrier national de la Fédération cycliste italienne.
L'édition 2020 est annulée à cause de la pandémie de Covid-19.